# Chrysophlegma
Chrysophlegma é um género de aves da família dos pica-paus.

## Lista de espécies
O género Chrysophlegma é composto por três espécies:
- Pica-pau-vermelhão, Chrysophlegma miniaceum
- Pica-pau-de-garganta-axadrezada, Chrysophlegma mentale
- Pica-pau-de-nuca-amarela-grande, Chrysophlegma flavinucha